# Origmatogonidae
Origmatogonidae é uma família de milípedes pertencente à ordem Chordeumatida.
Géneros:
- Alavasoma Mauriès & Vicente, 1977
- Origmatogona Ribaut , 1913
- Vascosoma Mauriès, 1966